# Мангалијан
Мангалијан (енгл. Mangalyaan; на санск. मंगल maṅgala - Марс + санск. यान yāna - возило) је свемирска сонда индијске агенције за истраживање свемира (ISRO) направљена да врши истраживање Марса из орбите. Сонда је успешно ушла у орбиту око црвене планете 24. септембра 2014. Тиме је ISRO постала четврта свемирска агенција која је успешно поставила сонду у орбиту око Марса, након Совјетског космичког програма, агенције НАСА и агенције ЕСА. Индија је постала прва нација која је успешно поставила сонду у орбиту око Марса из првог покушаја, и прва азијска држава која је стигла до Марса. Мангалијан је првенствено демонстрација технологија потребних за достизање других планета и њиховог изучавања, и опремљен је са пет научних инструмената.
Од свих сонди послатих у дубоки свемир, сонда Мангалијан је далеко најмање коштала – 73 милиона долара. Поређења ради, сонде агенције НАСА су од 300 милиона па до преко 2 милијарде долара.
Крајем 2015. године сонда је прославила своју први годину (земаљску) у орбити око Марса. Сви научни инструменти су оперативни, а до тада је сонда ка Земљи послала 440 фотографија. Инжењери су веома задовољни понашањем сонде и њених компоненти, јер је мисија замишљена као демонстрација технологија, али је ипак премашила сва очекивања.